# Alfredo Rizzotti
Alfredo Rullo Rizzotti (Serrana, 15 de agosto de 1909 – São Paulo, 12 de maio de 1972) foi um pintor, desenhista e decorador brasileiro.

## Vida
Filho dos imigrantes italianos Luigi Rizzotti e Celeste Bortolozzo, nasceu no então distrito de Serrinha no município de Cravinhos, atual Serrana, no interior de São Paulo.
Antes de se dedicar à pintura, foi torneiro mecânico, mecânico de automóveis e fresador. Viveu em Turim, na Itália, de 1924 a 1935, onde cursou a Academia Albertina de Belas Artes de Turim.
A partir de 1937 passou a integrar o Grupo Santa Helena, do qual faziam parte outros artistas de origem proletária como Francisco Rebolo, Mario Zanini, Humberto Rosa, Fulvio Penacchi, Clóvis Graciano, Manuel Martins e Alfredo Volpi.
Em 1942 recebeu medalha de bronze no Salão Nacional de Belas Artes, no Rio de Janeiro. Participou em 1946 no Chile de uma exposição de artistas brasileiros, onde se destacou por retratar paisagens bucólicas e tipos humanos populares. Em 1947 ganhou medalha de prata no Salão Nacional de Belas Artes e em 1963 foi medalha de bronze no Salão Paulista de Arte Moderna. De 1946 a 1961 pintou muito pouco em consequência de uma intoxicação por tinta, que lhe causavam eczemas e alergia.